# Borough of Hove
Hove var ett distrikt i East Sussex i England. Distriktet upprättades den 1 april 1974 genom att borough Hove slogs ihop med stadsdistriktet Portslade-by-Sea. Distriktet hade 90 400 invånare år 1992. Det avskaffades 1 april 1997 och blev en del av Brighton and Hove.